# Slag om Bachmatsj
De Slag om Bachmatsj (Bitva u Bachmače in het Tsjechisch), was een gevecht tussen het Tsjechisch Legioen in Rusland en Duitse bezettingstroepen in Oekraïne van 8 tot 13 maart 1918 rond de stad Bachmatsj. Dankzij de overwinning van het Legioen onderhandelden de Duitsers over een wapenstilstand.

## Voorspel
Op 3 maart 1918 ondertekende de door de bolsjewieken opgerichte Russische Socialistische Federatieve Sovjetrepubliek de Vrede van Brest-Litovsk, waardoor deze onder andere Oekraïne moest afstaan.
Op 8 maart bereikten de Duitsers de aan hen toegewezen stad Bachmatsj, een belangrijk spoorwegknooppunt, waardoor het Tsjechische Legioen het gevaar liep te worden omsingeld. Deze dreiging was zeer reëel aangezien de regering van Oostenrijk-Hongarije gevangenen die deel uitmaakten van het Legioen, standrechtelijk lieten executeren wegens landverraad. De 6de en 7de machinegeweerregimenten begonnen samen met het aanvalskorps met de bouw van stellingen rond de stad die de Duitse 91ste en 224ste Infanteriedivisies de toegang moesten ontzeggen.

## Verloop
Opmerkelijk waren niet enkel de gevechten om het spoorwegknooppunt (Tsjechische overwinning), maar ook de strijd om de brug over de rivier de Desna, waar veel bloed vergoten werd. De hevigheid van de strijd kende een piek op 10 maart. Dankzij de overwinning van het Legioen openden de Duitsers onderhandelingen, waarna Tsjechische gepantserde treinen vrij konden passeren langs de stad naar het oosten richting Tsjeljabinsk.
Het Tsjechische Legioen (42.000 man sterk) probeerde tijdens deze wapenstilstand uit Rusland te ontsnappen via de Trans-Siberische spoorlijn, terwijl de Oostenrijkse en Duitse legers het door Rusland afgestane land zonder veel verdere problemen konden bezetten.
Het Legioen had 145 doden, 210 gewonden en 41 vermisten te betreuren. De Duitse verliezen zullen ergens rond 300 doden en enkele honderden gewonden liggen. Samen met de Slag om Zborov werd dit een van de symbolen van het Tsjechische Legioen en hun onafhankelijkheidsstrijd. De onafhankelijkheid kregen ze op 7 november, na de instorting van het Oostenrijks-Hongaarse Rijk. Hun doel was bereikt.